# Vergelijking van Liouville
In de differentiaalmeetkunde, een deelgebied van de meetkunde, is de vergelijking van Liouville, vernoemd naar de Franse wiskundige Joseph Liouville, de vergelijking, waaraan wordt voldaan door de hoekgetrouwe  factor f van een metriek
{\displaystyle f^{2}(dx^{2}+dy^{2})}
op een oppervlak met een constante Gaussiaanse kromming K:
{\displaystyle \Delta _{0}\;\log f=-Kf^{2},}
waar {\displaystyle \Delta _{0}} de platte Laplace-operator is
{\displaystyle \Delta _{0}={\frac {\partial ^{2}}{\partial x^{2}}}+{\frac {\partial ^{2}}{\partial y^{2}}}}
De vergelijking van Liouville komt in differentiaalmeetkundeboeken vaak voor onder het kopje isotherme coördinaten. Deze term verwijst naar de coördinaten x,y, terwijl f kan worden omschreven als de hoekgetrouwe factor met betrekking tot de vlakke metriek (soms wordt naar het kwadraat {\displaystyle f^{2}} verwezen als de hoekgetrouwe factor, in plaats van f zelf). 
Door f te vervangen, gebruik makend van {\displaystyle \log f=u\,}, verkrijgen we een andere veel voorkomende vorm van dezelfde vergelijking: 
{\displaystyle \Delta _{0}u=-Ke^{2u}.}